# Fermí Vergés i Vergés
Fermí Vergés i Vergés (Palafrugell, 1908 – Barcelona, 1986) fou un periodista i polític català. Va començar publicant els seus articles en la premsa local (va ser un dels fundadors del setmanari Ara) i va arribar a dirigir, a Barcelona, La Humanitat, òrgan oficial d'Esquerra Republicana de Catalunya.
En el camp de la política cal destacar la seva condició de membre fundador del Consell Nacional de Catalunya a l'exili, a Anglaterra. Els seus arxius estan dipositats a l'Arxiu Nacional de Catalunya, excepte vint-i-vuit articles de tema palafrugellenc que es conserven a l'Arxiu Municipal de Palafrugell.